# 长征记

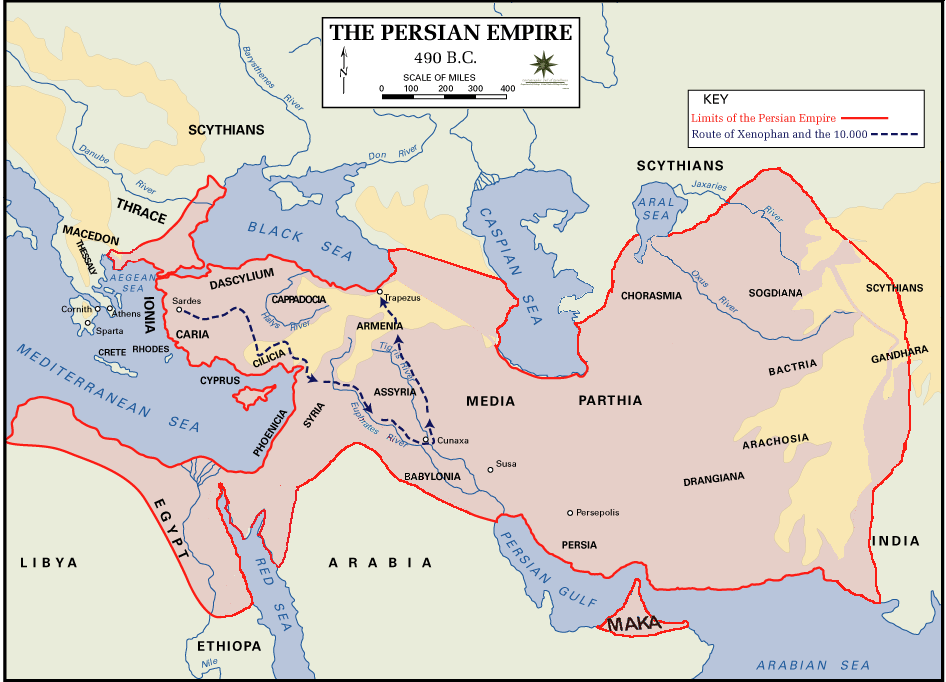
希腊雇佣军的行进路线图

长征记，或稱遠征記（羅馬化：Anabasis，直译：「远征」） ，是古希腊历史学家色诺芬的一部历史作品，记录了约前400年，他随希腊雇佣军远征波斯帝国的故事。这部作品是色诺芬的七部作品中最出名的一部。
《远征记》共由七卷组成，成书于公元前370年左右。虽然在古希腊语中，单词 ᾰ̓νᾰ́βᾰσῐς 的意思是“出发”、“上升”或“向上攀登”，但《远征记》这一标题在一些译者笔下被翻译为《向内陆进军》或《万人远征军的行军》。该书讲述了希腊军队横越小亚细亚和美索不达米亚的征程，是色诺芬最著名的作品之一，被誉为“人类历史上最伟大的冒险故事之一”。

## 內容
公元前401年夏季，10700名希臘重裝步兵被小居魯士王子雇傭，幫助他奪取波斯帝國的寶座。這些士兵裝備沉重護甲、長矛與大盾，大部分是經歷過伯羅奔尼薩戰爭的老兵。這支軍隊成功向東行1500多英里，粉碎沿路一切抵抗，在巴比倫以北的庫那科薩戰役中，希臘人以僅一名重步兵受到箭傷的代價衝破波斯皇家軍隊的陣列，但因小居魯士衝入敵陣找尋他的哥哥塔薛西斯時被波斯禁衛軍砍倒在地，使得原本同陣營的波斯人倒戈。希臘遠征軍通過投票拒絕向波斯大王投降，取道小亞細亞直抵黑海之濱一路殺回希臘世界。本書作者本人即為遠征軍撤退時的軍隊領袖之一。
在撤退過程中，這支希臘遠征軍同時也是移動的民主政府，士兵們會按期舉行集會，對當選將軍們的提議進行投票表決，通過爭辯和討論來決定新的戰術、打造新的武器、並改進現有的組織制度。當選的將軍們和士兵一起行軍、戰鬥，而且還要為自己的開銷提供詳細的帳目清單以贏得信任。
色諾芬在遠征記中明確指出，希臘人進行戰鬥的方式和敵人的不同：他們擁有個人自由的感受，紀律更為嚴明，武器也更加致命，戰士之間關係平等，主動求戰意識突出，思維靈活並能適應新戰術，而且偏愛重裝步兵衝擊的作戰方式。這些特色源於他們的共識政府體制，源於中產階層內部的平等地位，源於對軍事事務的民眾監督，也源於政教分離、自由主義、個人主義和理性至上的思想。在希臘遠征軍面臨絕境時，他們搬出城邦體制這一法寶，
激發出每個希臘士兵內心的力量，使得這些希臘人以城邦公民的態度進行每一場戰鬥，故而所向披靡。

## 作者问题

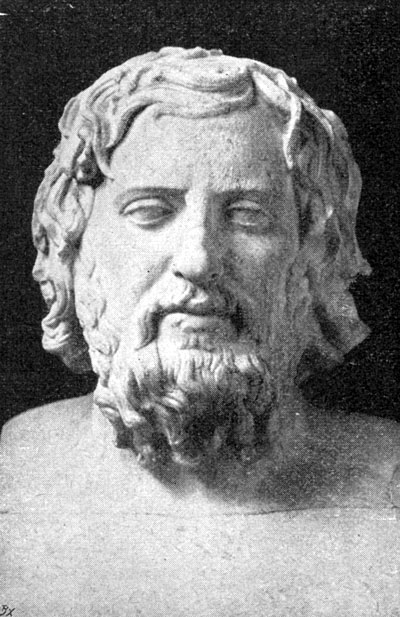
色诺芬

色诺芬在其著作《希腊史》中并未详述居鲁士远征的撤退过程，而是将读者引导至《远征记》，其署名作者为“叙拉古的忒弥斯托革涅斯”（Themistogenes of Syracuse）。 10世纪的苏达辞典也将《远征记》记为忒弥斯托革涅斯的作品，“保存在色诺芬的著作之中”，在词条“忒弥斯托革涅斯”（Θεμιστογένεης）中写道：“忒弥斯托革涅斯，叙拉古人，历史学家。他写了《居鲁士远征记》，该书归于色诺芬名下；另有一些关于自己故乡的记述。”
华生（J.S. Watson）在其《论〈远征记〉的作者》一文中指出，“φέρεται”（意为“被认为”或“被归于”）这一词的多重释义引发了不同的解读与争议。然而除了这两个引用外，没有其他可靠来源支持“叙拉古的忒弥斯托革涅斯”这一人物曾在当时撰写《远征记》；而此人也未在其他文献中出现。
到公元1世纪末，普鲁塔克在其《雅典人的荣耀》一文中表示，色诺芬将《远征记》署于他人名下，是为了将“作品中的主人公”与“写作的自己”区分开来。尽管关于忒弥斯托革涅斯署名问题的讨论多次被提起，但多数学者的观点基本与普鲁塔克一致，并普遍认为《远征记》全书实为色诺芬本人所作。

## 譯本
- Anabasis, trans. by Edward Spelman, Esq., Harper & Brothers, New York, 1839.
- Anabasis, trans. by Rev. John Selby Watson, Henry G. Bohn, York Street, Covent Garden, 1854.
- The Anabasis of Xenophon: with an Interlinear Translation, trans. by Thomas Clark, David McKay Company, New York, 1887.
- 色诺芬. . 北京: 商务印书馆汉译世界学术名著丛书. 1985. ISBN 9787100017923.